# YF-17 (航空機)
YF-17 コブラ
- 用途：戦闘機
- 製造者：ノースロップ
- 運用者： アメリカ合衆国（アメリカ空軍）
- 初飛行：1974年6月9日
- 生産数：2機

YF-17は、アメリカ空軍の軽量戦闘機計画に基づきノースロップが設計・製造した試作戦闘機。愛称はコブラ（Cobra）。
F-16に敗れてアメリカ空軍では正式採用されなかったが、アメリカ海軍に艦上機としての適合性を評価され、マクドネル・ダグラス主体の艦上戦闘機としての実用化作業の後、F/A-18 ホーネットとして実用化された。

## 概要
アメリカ空軍は技術研究として軽量戦闘機計画を1971年から開始した。軽量戦闘機計画に対する航空メーカー各社の応募のうちからジェネラル・ダイナミクス案（YF-16A、後のF-16）とノースロップ案が採用され、二機種の試作及び評価を行うこととなった。
ノースロップはF-5などの小型戦闘機の開発経験を持ち、1966年より輸出市場向けに社内名称P-530モデルの設計を行っており、発展型のP-600を軽量戦闘機計画に提案した。同時期にP-600の単発機案のP-610の開発も検討していた。
1972年4月に空軍と開発契約および試作機2機の製造契約が結ばれてYF-17Aとして製造された。
その後、F-15制空戦闘機が大型でかつ高価な機体となったため、軽量・安価な戦闘機により作戦機数を確保する必要を生じ、空戦戦闘機計画により軽量戦闘機計画による開発機を実用化することとなった。
1975年までに288回の飛行試験を実施した。

## 機体
YF-17Aは双発のジェット戦闘機であり、小型のゼネラル・エレクトリック YJ101-GE-100エンジンを2基搭載している。このエンジンはコンティニュアス・ブリード式と呼ばれる新概念のエンジンで、ターボファンとターボジェットの中間的なものであり、バイパス比が0.2と非常に低く、のちのF-22 ラプターに採用されたP&W F119エンジンの構想とも通底している。
エアインテークは両主翼下にありノズルは機体末端にある。二枚の垂直尾翼は水平尾翼と主翼の間に位置するが、これはエリアルール を考慮した設計である。
主翼の後退角は小さく直線翼に近く、大型のLERXがコックピット付近まで伸びているが、これはF-5戦闘機で得られた経験を踏襲したものである。この形式によって本機は高翼面荷重でありながら中低速では抜群の運動性と高い離着陸性能を持つが、空気抵抗の増大を招いてしまい、高速度性能や加速性能が劣るという弱点もある。
LERXの機体付け根には境界層の除去用に長い溝が設けられており、翼端にサイドワインダーミサイルのランチャーレールを装備している。
アメリカ空軍の空戦戦闘機（ACF）計画では、本機は双発によるコスト高と加速性に劣ることが問題となったため不採用となり、単発機のYF-16Aが採用された。これに対してYF-17Aは、F-15と同等以上の大型機であるF-14を運用できない中小規模の航空母艦で使用するF-4後継機を同時期に検討していたアメリカ海軍に、双発による生残性・信頼性と離着陸（艦）能力の高さから艦上機としての適合性を評価され、マクドネル・ダグラス社を主体にF/A-18戦闘攻撃機に改良されることとなった。
ちなみに、F/A-18に発展するにあたっては、エンジンもYJ101から発展したF404になっており、基本設計は同一だがバイパス比が0.32に高められた。これによって当エンジンは、軍用機としては典型的なターボファンエンジンに分類されるものになった。

## 要目
- 全長：16.91 m
- 全高：4.41 m
- 全幅：10.66 m

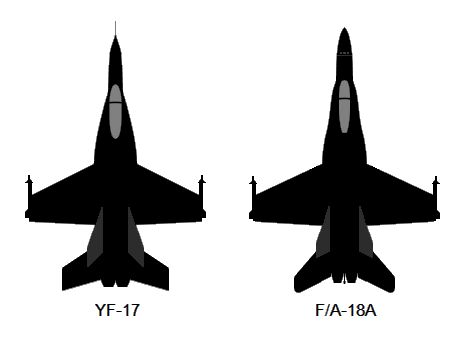
YF-17とF/A-18のサイズ及び外形の比較図

- エンジン：YJ101-GE-100エンジン（推力 6.8t）2基
- 自重：9.5 t
- 乗員：1名
- 最大速度：2120 km/h
- 武装：M61 20 mm機関砲 1門、空対空ミサイル 2発